# Giuseppe Mariani (Architekt)
Giuseppe Mariani (* 1681 in Pistoia; † 1731 in Palermo) war ein italienischer Architekt des Barocks auf Sizilien.
Der in Pistoia geborene Mariani kam nach einem kurzen Zwischenaufenthalt in Rom gegen 1700 nach Palermo. Dort galt er als Schüler und Mitarbeiter von Paolo und Giacomo Amato und gehörte wie letzterer dem Orden der Kamillianer an. Während seines Aufenthalts in Rom und durch einschlägige Literatur, wie der von Guarino Guarini, setzte er sich mit der Barockarchitektur, insbesondere der von Francesco Borromini auseinander. So stand sein Entwurf für die Kirche SS. Cosmas e Damiano in Alcamo ganz im Geist von Borrominis Sant’ Ivo alla Sapienza in Rom.
Giuseppe vollendete 1725 in Palermo die Kuppel der San Giuseppe dei Teatini, die er mit farbigen Keramiken eindeckte.